# Koumbi Saleh

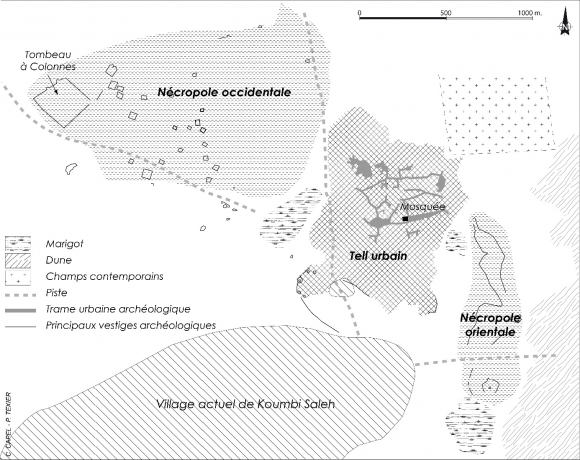
Plan der archäologischen Stätte Koumbi Saleh, Stand: Januar 2007

Koumbi Saleh (arabisch كومبي صالح, DMG Kūmbī Ṣāliḥ; auch Kumbi Saleh) war höchstwahrscheinlich die Hauptstadt des mittelalterlichen westafrikanischen Reiches von Ghana. Das Ausgrabungsgelände liegt im Südosten des heutigen Mauretanien.

## Lage
Der Siedlungshügel liegt am Übergang von der westafrikanischen Sahara in die südlich anschließende Sudanzone etwa 20 Kilometer nördlich der Mali-Grenze. Die Zufahrtsstraße zweigt in Timbedgha von der Hauptstraße zwischen Ayoun el Atrous und Néma ab und führt 70 Kilometer nach Süden. Kumbi Saleh befindet sich rund 120 Kilometer südwestlich von Néma.

## Geschichte
Ein Reich Gana wird erstmals um 800 in arabischen Quellen erwähnt. Die zwei Chroniken aus Timbuktu, die mündliche Überlieferungen aus dem 17. Jahrhundert wiedergeben, erwähnen die Hauptstadt von Ghana unter zwei unterschiedlichen Namen: madīnat Ghāna „Stadt Ghana“ (Ta'rikh al-Sudan) und Qunbi (Ta'rikh al-Fattash). Von arabischen Geographen wie al-Bakrī wird die Ghana-Hauptstadt unterschiedlich beschrieben, es ist daher auch vorstellbar, dass sie im Lauf der Zeit an verschiedenen Orten zwischen der Südostregion des heutigen Mauretanien und dem Gebiet von Timbuktu in Tendirma lag.
Im 11. Jahrhundert soll sie laut Schätzungen von Raymond Mauny 20.000 Einwohner beherbergt haben. Eingeteilt in zwei große Stadtviertel war das Nordviertel mit zwölf Moscheen hauptsächlich von den muslimischen Händlern aus Nordafrika bewohnt. Hier lag das Handelszentrum der Stadt, während im südlichen bisher unentdeckten Teil, bekannt als al-ghāba („der Wald“), der königliche Palast gelegen haben soll. Zwischen den beiden zehn Kilometer entfernten Stadtvierteln erstreckten sich Wohnviertel.
Im frühen 13. Jahrhundert soll der König Soumaoro Kanté Sosso der Region Tekrur die Stadt als Basis für seine Armee benutzt haben. Die Stadt wurde später verlassen. Ab 1914 fanden mehrere Ausgrabungskampagnen unter französischer Leitung statt.